# Amphianthus norvegicus
Amphianthus norvegicus är en havsanemonart som beskrevs av Oscar Henrik Carlgren 1942. Amphianthus norvegicus ingår i släktet Amphianthus och familjen Hormathiidae. Det är osäkert om arten förekommer i Sverige. Inga underarter finns listade i Catalogue of Life.